# مردوخ أبلا إيدينا الأول
مردوخ أبلا إيدينا هو ملك بابلي والملك ال34 لسلالة بابل الثالثة الكاشية، خلف الحكم من والده ميلي شيباك الثاني وخلفه في الحكم إبنه زابابا شوما إيدينا، وحكم من سنة 1171 إلى 1159 ق م.